# The Human Fear
The Human Fear è il sesto album in studio della rock band scozzese Franz Ferdinand, pubblicato il 10 gennaio 2025 per l'etichetta Domino. 

## Produzione e composizione
Primo album in studio della band con la batterista Audrey Tait, subentrata al membro originale Paul Thomson nel 2021, è stato registrato presso gli AYR Studios in Scozia e prodotto da Mark Ralph, che in precedenza ha lavorato come tecnico del missaggio e della registrazione per il quarto album in studio della band, Right Thoughts, Right Words, Right Action (2013). Il titolo dell'album si riferisce al tema principale dei testi del disco, quello della paura e della "ricerca del brivido dell'essere umano attraverso le paure", come descritto dal frontman della band Alex Kapranos, il quale ha inoltre affermato che il lavoro tratta alcuni tipi di paura specifica, tra cui "la paura dell'isolamento sociale, la paura di lasciare un istituto, [e] la paura di lasciare o rimanere in una relazione".

## Promozione e uscita
Il 9 settembre 2024 la band annunciò che avrebbe pubblicato una nuova canzone, intitolata Audacious, l'11 settembre. Il giorno seguente i fan scoprirono un elenco di negozi in cui sarebbe stato commercializzato The Human Fear, il nuovo album in studio della band,. la cui uscita fu annunciata per il 10 gennaio 2025 per l'etichetta Domino.

## Tracce
1. Audacious – 3:23 (Alex Kapranos)
2. Everydaydreamer – 3:12 (Julian Corrie, Kapranos)
3. The Doctor – 2:20 (Dino Bardot, CorrieKapranos)
4. Hooked – 2:41 (Corrie, Kapranos)
5. Build It Up – 3:03 (Corrie, Kapranos)
6. Night or Day – 3:21 (Kapranos)
7. Tell Me I Should Stay – 4:45 (Kapranos)
8. Cats – 3:17 (Kapranos)
9. Black Eyelashes – 2:52 (Kapranos)
10. Bar Lonely – 3:05 (Bob Hardy, Kapranos)
11. The Birds – 3:16 (Kapranos)